# Eichfeld (Arnstadt)
Eichfeld ist eine Wüstung bei Arnstadt in Thüringen.
Eichfeld liegt westlich von Arnstadt auf halbem Wege nach Bittstädt. Auch heute noch wird die Hochfläche zwischen den beiden Orten so bezeichnet. Auch einige Flurbezeichnungen weisen noch auf die Existenz des Ortes hin. 
Der Ort wurde 1273 erstmals als Eychenveld urkundlich erwähnt. Spätere Schreibweisen sind Eychinveld (1322), Eychfeild (1417) und Eychefeldt (1533). Eine Urkunde von 1322 berichtet, dass  Ritter Friedrich von Witzleben auf der Elgersburg das Dorf Eichfeld nebst 11 Hufen Land dem Jungfrauenkloster in Arnstadt vermacht. Bis 1533 hatte Eichfeld einen eigenen Pfarrer. Danach wurde der Ort filial durch Espenfeld betreut. Über den Untergang von Eichfeld ist nichts Genaues bekannt. 1616 wurde auf den Trümmern ein Vorwerk errichtet. Da sich die Pächter neben der Bestellung der Äcker auch zur Schafzucht verpflichteten, wurde das Vorwerk auch als Schafstall bezeichnet. Das Vorwerk ereilte dann dasselbe Schicksal wie Eichfeld und es ging wüst. Danach waren noch bis Ende des 18. Jahrhunderts Mauerreste und lose Steinhaufen vorhanden. 
Heute ist vom ehemaligen Eichfeld nichts mehr zu sehen.